# Nová Ves (district de Žďár nad Sázavou)
Pour les articles homonymes, voir Nová Ves.
Nová Ves (en allemand : Neudorf) est une commune du district de Žďár nad Sázavou, dans la région de Vysočina, en Tchéquie. Sa population s'élevait à 168 habitants en 2020.

## Géographie
Nová Ves se trouve à 11,5 km au nord-nord-ouest de Velká Bíteš, à 26,5 km au sud-est de Žďár nad Sázavou, à 44 km à l'est de Jihlava à 149 km au sud-est de Prague.
La commune est limitée par Dolní Libochová au nord, par Strážek et Radňoves à l'est, par Heřmanov au sud et par Křižanov à l'ouest.

## Histoire
La première mention écrite de la localité date de 1364.

## Transports
Par la route, Nová Ves se trouve à 14,5 km de Velká Bíteš, à 32 km de Žďár nad Sázavou, à 51,5 km de Jihlava et à 172 km de Prague.